# Desastres em 1944
Nesta página encontrará referências aos desastres ocorridos durante o ano de 1944.

## Janeiro
- 15 de Janeiro - Terramoto em San Juan, Argentina faz 8 000 a 10 000 mortos.

## Setembro
- 8 de setembro - O navio transatlântico Rex (navio) é afundado por aviões da RAF.[1]